# Список переименованных населённых пунктов Республики Коми
В данном списке приведены населённые пункты, расположенные согласно современному административно-территориальному делению в Республике Коми, название которых изменялось.

## Г
- Попкерос → Гажакерос

## Е
- Княжпогост → Железнодорожный → Емва (1985, город)[1]

## К
- Кибра → Куратово (сельский населённый пункт)[2]

## С
- Ижма → Сосногорск (1957, город)[3]
- Усть-Сысола (1586, погост) → Усть-Сысольск (1780, город) → Сыктывкар (1930)[4]

## У
- Чибью → Ухта (1943)[5]
- Усть-Щугор → Усть-Щугер (1977)[6]

## Ш
- Сангородок → Шудаяг

## Источник
- Поспелов Е. М. Имена городов: вчера и сегодня (1917—1992): Топонимический словарь. — Москва: Русские словари, 1993. — 249 с.
- Жеребцов И. Л. Населенные пункты Республики Коми: историко-демографический справочник. — М.: Наука, 2001. — 579 с. — ISBN 5-02-008421-2.